# Henry John Temple
Henry John Temple, tercer Vescomte de Palmerston KG GCB PC, també conegut com a Lord Palmerston o simplement com a Henry Temple (Ciutat de Westminster, 20 d'octubre de 1784 - Brocket Hall, Hertfordshire, 18 d'octubre de 1865), va ser un polític britànic que va ocupar el càrrec de Primer Ministre del Regne Unit a mitjan segle xix durant dues ocasions: la primera entre el 6 de febrer del 1855 i el 19 de febrer de 1858, i la segona entre el 12 de juny de 1859 i el 18 d'octubre de 1865. Va ocupar càrrecs en el govern continuadament des de l'any 1807 fins al dia de la seva mort.
La seva època de major prestigi polític va arribar quan va ocupar el càrrec de Primer Ministre del Regne Unit, que va exercir en dues ocasions a mitjans del segle xix. La primera entre el 6 de febrer del 1855 i el 19 de febrer de 1858, i la segona entre el 12 de juny de 1859 i el 18 d'octubre de 1865.

El pragmatisme polític de Lord Palmerston es resumeix en la seva frase sobre la necessitat d'atendre els interessos d'Anglaterra més enllà dels aliats i els enemics, pronunciada el 1848.
Per tant, dic que és una política estreta suposar que aquest o aquell país ha de ser tingut com l'etern aliat o l'enemic perpetu d'Anglaterra. No tenim aliats eterns ni enemics perpetus. Els nostres interessos són eterns i perpetus, i el nostre deure és seguir aquests interessos.
Malgrat el seu conservadorisme quant a reformes de tipus liberal dins del seu país, els seus èxits en política internacional i el seu marcat caràcter nacionalista li van valer una gran popularitat entre els seus compatriotes. En moments crítics de l'imperi, com durant la guerra de Crimea, va ser nomenat primer ministre, i la seva mà fèrria en el control de la rebel·lió índia de 1857 li va suposar el màxim reconeixement en el seu país.
Henry Temple gaudeix de les distincions de l'Orde de la Lligacama i l'Orde del Bany, i va pertànyer al Consell Privat del Regne Unit.
Va ser considerat per alguns dels seus contemporanis com un faldiller; The Times el va nomenar Senyor Cupido (a causa de la seva aparença juvenil), El 1839, després de la mort de la seva muller, es va casar amb la seva amant de molts anys, Emily, Lady Cowper.

## Biografia
Va començar la seva particular carrera al Partit Tory, i la va concloure com a liberal. Va ser un polític aristocràtic de perfil antic. De cor liberal, favorable al progrés tecnològic i completament oposat a la noció de govern democràtic a la Gran Bretanya.
Durant els seus primers vint anys de carrera, Lord Palmerston va ser considerat com un home de moda, i algunes de les peces poètiques humorístiques més conegudes del New Whig Guide van ser escrites per ell. En aquells començaments estava políticament subordinat al ministeri sense tenir una influència especial en la política general en els gabinets en què servia.
Posteriorment va arribar a una major activitat política, per la qual és avui recordat. Cal destacar el seu paper en la direcció dels afers exteriors britànics, durant un període en què el Regne Unit era la major potència mundial, sent la mà dreta del secretari d'Exteriors, i del Primer Ministre. Algunes de les seves agressives accions, actualment considerades com intervencionistes, van causar greus controvèrsies en aquells temps. Així, va participar en la creació de la Quàdruple Aliança, entre el Regne Unit, França, Espanya, i Portugal (1834), va consolidar la influència britànica a Egipte, debilitant la francesa (Convenció dels Estrets de Londres del 1841), va frenar l'expansionisme de l'Imperi Rus (en les costes del mar Negre), i va aconseguir l'obertura dels ports xinesos al comerç internacional amb la seva contribució a l'esclat de la guerra de l'Opi amb la Xina.
Lord John Russell va destituir Palmerston a finals de 1851, i aquest es va unir a l'oposició, fent caure el govern de Russell liderant l'atac a la seva Llei de Milícia, que va condemnar com una resposta ineficient a l'amenaça d'agressió per part de França després del Cop d'Estat francès de 1851 de Lluís Napoleó, sent substituït pel conservador Edward Smith-Stanley, Lord Derby.

### Primer terme com primer ministre
La participació britànica en la guerra de Crimea i els errors dels generals britànics durant la bel·ligerància, van fer dimitir al primer ministre George Hamilton-Gordon en 1855, i després que Edward Smith-Stanley Lord Derby no aconseguís formar govern, la reina Victòria va convidar Palmerston a formar-ne un.
Palmerston va adoptar una línia dura sobre la guerra; volia expandir els combats, especialment al Bàltic on Sant Petersburg podria veure's amenaçat per una potència naval britànica superior. El seu objectiu era reduir permanentment l'amenaça russa a Europa. Si Suècia i Prússia estiguessin disposats a unir-s'hi, Rússia es quedaria sola. Tanmateix, França, que havia enviat molts més soldats a la guerra que la Gran Bretanya, i havia patit moltes més baixes, volia que la guerra s'acabés, igual que Àustria. El març de 1855 va morir el vell tsar i el va succeir el seu fill, Alexandre II, que volia fer les paus. Tanmateix, Palmerston va trobar els termes de pau massa suaus amb Rússia i així va persuadir Napoleó III de trencar les negociacions de pau fins que Sebastòpol pogués ser capturat, posant els aliats en una posició de negociació més forta. Al setembre Sebastopol finalment es va rendir i els aliats tenien el control total del teatre del Mar Negre. Rússia va arribar a un acord. El 27 de febrer de 1856 es va signar un armistici i després d'un mes de negociacions es va signar un acord al Congrés de París. Palmerston va aconsguir que el mar Negre fos desmilitaritzat però no que Crimea tornés a l'Imperi Otomà. El Tractat de París es va signar el 30 de març de 1856. L'abril de 1856 Palmerston va ser nomenat membre de l'Ordre de la Lliga per la reina Victoria.
Després de la rebel·lió índia de 1857 va aprovar la Llei de govern de l'Índia de 1858 que establia la liquidació del domini la Companyia Britànica de les Índies Orientals que fins a aquell moment estava governava l'Índia Britànica sota els auspicis de Parlament i el traspàs de les seves funcions a la Corona Britànica pels greus defectes en el sistema del govern de l'Índia.
Encara que els britànics es van endarrerir per la rebel·lió de l'Índia, van respondre a l'abordatge de l'Arrow registrat a Hong Kong (en possessió dels britànics) amb la Segona Guerra de l'Opi en 1857 contra la dinastia Qing. Després de prendre els forts propers a Canton sense gaire esforç, la Royal Navy va atacar la ciutat. britànics i els francesos van unir forces sota el comandament de l'almirall Michael Seymour. L'armada britànica, liderada per Lord Elgin, i la francesa, encapçalada per Jean Baptiste Louis Gros, van atacar i van ocupar Guangzhou a finals de 1857.
Després que Felice Orsini intentés assassinar Napoleó III amb una bomba fabricada a Gran Bretanya, els francesos es van indignar exigint que no concedís asil a als atacants i l'ambaixador francès va rebre l'ordre de fer presentacions sobre l'incident al Parlament. Per tal de preservar bones relacions amb França, Palmerston va presentar un projecte de llei per convertir en delicte conspirar a Gran Bretanya per assassinar algú a l'estranger. La conducta britànica va ser durament criticada pels mitjans francesos i els delegats dels militars francesos que va rebre l'emperador francès, provocant la ira entre els britànics, que lord Derby va aprofitar per proposar una esmena al projecte de llei, que Palmerston va perdre per dinou vot i el febrer de 1858 es va veure obligat a dimitir.

### Segon terme com primer ministre
Alguns peelites, radicals i whigs van decidir votar una moció de censura en contra del govern conservador d'Edward Smith-Stanley, en minoria des de les eleccions al Parlament del Regne Unit de 1859 en una reunió celebrada a Willis's Rooms a Londres el 6 de juny de 1859, que va conduir a la fundació formal del Partit Liberal i el segon govern de Henry John Temple, càrrec que va mantenir fins a la seva mort en 1865.